# منطقة منخفضة الانبعاثات

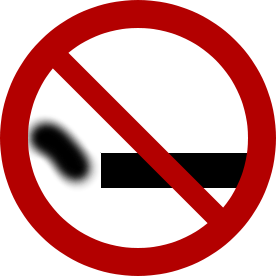

المنطقة منخفضة الانبعاثات منطقة محددة حيث تُقيد فيها حركة بعض المركبات الملوّثة أو تمنع من الوصول إليها بهدف تحسين جودة الهواء. قد تكون هذه المنطقة في صالح المركبات مثل مركبات الوقود البديل والمركبات الكهربائية الهجينة والمركبات الهجينة الموصولة بالكهرباء والمركبات عديمة الانبعاثات مثل المركبات الكهربائية بالكامل.
المنطقة الخالية من الانبعاثات منطقة يُسمح فيها فقط بالمركبات عديمة الانبعاثات. في مثل هذه المناطق، تحظر جميع المركبات ذات محركات الاحتراق الداخلي، وهذا يشمل أي مركبات هجينة مزودة بقابس لا يمكنها العمل بصفر انبعاثات. يُسمح فقط بالمركبات الكهربائية التي تعمل بالبطاريات ومركبات الهيدروجين في المنطقة الخالية من الانبعاثات، بالإضافة للمشاة وراكبي الدراجات ومركبات النقل العام الكهربائية بالكامل، مثل الترام والحافلات الكهربائية وما إلى ذلك.

## طريقة عملها
في العديد من المناطق منخفضة الانبعاثات، لا تمنع المركبات التي لا تفي بمعايير الانبعاثات التي حددتها المنطقة موضع الذكر من الدخول إليها، بل تُغرّم إذا دخلتها. في بعض الأحيان، لا تُغرّم السيارة غير المستوفية للشروط إذا دخلت المنطقة منبعثة الانخفاضات إذا دفعت رسومًا مسبقة، كما هي الحال في لندن حيث يتمّ الأمر عن طريق كاميرات التعرف التلقائي على لوحة أرقام السيارات التي تقرأ لوحة رقم تسجيل السيارة عند دخولها المنطقة ثم تقارنها بقاعدة بيانات المركبات التي:
- إما تكون مطابقة لمعايير انبعاثات المنطقة منخفضة الانبعاثات
- أو معفاة من الرسوم أو مسجلة للحصول على خصم كامل للرسوم
- أو دفعت الرسوم اليومية المطلوبة[2]

تعمل هذه الرسوم أو الغرامات دور الرادع لأولئك الذين يمتلكون سيارة غير مطابقة للمعايير.

## الأهداف وراءها والنتائج المحققة منها
تهدف المناطق منخفضة الانبعاثات إلى تحسين جودة الهواء داخل المدن. تحقّق هذا الهدف بالفعل، مع انخفاض جسيمات الديزل (PM10) في معظم المناطق منخفضة الانبعاثات.
في كثير من الأحيان، يتحقق الهدف عندما يستبدل من يمتلكون مركبات ملوثة غير مطابقة للمواصفات بأخرى أكثر مطابقة، ما يعني شراء سيارة جديدة. بعض الناس (مثل العمال في نوبة ليلية أو أولئك الذين ينقلون أدوات ثقيلة أو بضائع) لا يمكنهم الاستغناء عن سياراتهم، حتى أنهم قد لا يكونون قادرين على شراء سيارات أفضل غير مدعومة. لذلك، وفي بعض الأماكن، لا تُفرض المنطقة منخفضة الانبعاثات إلا عندما تكون وسائل النقل العام متاحة، أو سيارات الأجرة الكهربائية أو دراجات السيارات مدعومة.
يرى قطاع النقل والبيئة أنه يجب تحويل المناطق قليلة الانبعاثات بالتدريج إلى مناطق تنقّل خالية من الانبعاثات وتكمل السياسات التي تعزز التحول إلى البدائل النظيفة، بما في ذلك المشي وركوب الدراجات، من بين أمور أخرى.
لا تغير معظم المناطق منخفضة الانبعاثات التي لا تفرض رسومًا ازدحام عدد المركبات التي تدخل المنطقة: ولكن بعضها، كتلك الموجودة في مدينة ميلانو الإيطالية تفرض رسومًا وبالتالي تمتلك القدرة على تخفيف أعداد المسافرين إلى المدينة.

## تطبيق المناطق منخفضة الانبعاثات بحسب المدينة

### المملكة المتحدة
دخلت المنطقة منخفضة الانبعاثات في لندن حيز التنفيذ في عام 2008، وتغطي جميع أنحاء لندن الكبرى تقريبًا لتصبح أكبر منطقة من هذا النوع في العالم. يوجد في لندن حاليًا مستويات من تلوث الهواء تعتبر من بين الأسوأ في أوروبا، وتشكل الانبعاثات المتعلقة بالنقل البري حوالي نصف إجمالي انبعاثات PM10 وأكسيد النيتروجين في العاصمة البريطانية.